# Französische Fußballnationalmannschaft der Frauen/Olympische Spiele
Der Artikel beinhaltet eine ausführliche Darstellung der französischen Fußballnationalmannschaft der Frauen bei den Olympischen Sommerspielen. Frankreich nahm 2024 als automatisch qualifizierter Gastgeber zum dritten Mal am Fußballturnier der Frauen teil.

## Die Nationalmannschaft bei den Olympischen Spielen

### Übersicht
| Olympische Spiele in | Teilnahme bis …    | Gegner    | Ergebnis | Trainer           | Bemerkungen und Besonderheiten |
| -------------------- | ------------------ | --------- | -------- | ----------------- | --- |
| Atlanta 1996         | nicht qualifiziert |           |          |                   | Da Frankreich nicht für die WM 1995 qualifiziert war, konnte sich die Mannschaft nicht für die Olympischen Spiele qualifizieren. |
| Sydney 2000          | nicht qualifiziert |           |          |                   | Da Frankreich nicht für die WM 1999 qualifiziert war, konnte sich die Mannschaft nicht für die Olympischen Spiele qualifizieren. |
| Athen 2004           | nicht qualifiziert |           |          |                   | Da Frankreich bereits in der Vorrunde der WM 2003 ausschied, wurde die Qualifikation für die Olympischen Spiele verpasst. |
| Peking 2008          | nicht qualifiziert |           |          |                   | Da Frankreich nicht für die WM 2007 qualifiziert war, konnte sich die Mannschaft nicht für die Olympischen Spiele qualifizieren. |
| London 2012          | Spiel um Platz 3   | Kanada    | 4. Platz | Bruno Bini        | Im Halbfinale an Weltmeister Japan gescheitert. |
| Rio de Janeiro 2016  | Viertelfinale      | Kanada    | -        | Philippe Bergeroo | Als drittbeste europäische Mannschaft der WM 2015 qualifiziert. Gegner in Brasilien waren in der Vorrunde Kolumbien, Neuseeland und die USA. Das Viertelfinale wurde als Gruppenzweiter erreicht. |
| Tokio 2020           | nicht qualifiziert |           |          |                   | Frankreich schied bei der WM 2019 im Viertelfinale gegen die USA aus. Da sich die britischen Verbände zuvor darauf geeinigt hatten eine gemeinsame Mannschaft nach Tokio zu schicken, sofern England eine der drei besten Mannschaften bei der WM würde, was dann geschah und zwei weitere europäische Mannschaften ins WM-Halbfinale einzogen, verpasste Frankreich die Qualifikation. |
| Paris 2024           | Viertelfinale      | Brasilien |          | Hervé Renard      | Als Gastgeber automatisch qualifiziert. |

## Die Turniere

### Olympia 1996 in Atlanta
Für das erste olympische Fußballturnier der Frauen waren neben Gastgeber USA nur die weiteren sieben besten Mannschaften der WM 1995 bzw. Brasilien für die nicht startberechtigten Engländerinnen qualifiziert. Da Frankreich in der WM-Qualifikation in der Gruppenphase nur den zweiten Platz hinter Italien belegt hatte, hatten sie die Qualifikation für die WM und damit die Möglichkeit der Qualifikation für die Olympischen Spiele verpasst.

### Olympia 2000 in Sydney
Auch für das zweite olympische Turnier der Frauen waren neben Gastgeber Australien nur die weiteren sieben besten Mannschaften der WM 1999 qualifiziert. Frankreich, das seit 1997 von Élisabeth Loisel trainiert wurde, hatte diesmal in der WM-Qualifikation sogar nur den dritten Platz hinter wieder Italien und nun auch Finnland belegt und damit erneut die Möglichkeit der Qualifikation für die Olympischen Spiele verpasst.

### Olympia 2004 in Athen
Die Französinnen hatten sich zwar erstmals für die WM-Endrunde qualifiziert und dabei Dänemark und England in der K.-o.-Runde ausgeschaltet. Bei der WM schieden sie aber als einzige europäische Mannschaft bereits in der Vorrunde aus und waren damit auch nicht für das dritte olympische Frauenfußballturnier qualifiziert.

### Olympia 2008 in Peking
Für die XXIX. Olympischen Sommerspiele hatte sich auch Paris beworben, in der zweiten Abstimmungsrunde fiel die Entscheidung aber zugunsten der chinesischen Hauptstadt. Für das Turnier in Peking mussten sich die Französinnen also sportlich qualifizieren. Dies konnten die drei besten europäischen Mannschaften der WM 2007. Frankreich hatte die WM aber durch zwei Remis in der WM-Qualifikation gegen England verpasst und damit erneut die Möglichkeit der Qualifikation für die Olympischen Spiele. Nach der verpassten WM-Qualifikation übernahm Bruno Bini die Mannschaft und führte sie zunächst zur EM 2009 und dann auch zur WM 2011.

### Olympia 2012 in London
Auch vier Jahre später verlor Paris bei der Abstimmung über den Austragungsort, diesmal gegen die britische Hauptstadt London. Die Qualifikation für das Turnier in London gelang dann aber auf sportlichem Weg durch den Halbfinaleinzug bei der WM 2011 als zweitbeste europäische Mannschaft. Beim Turnier im Vereinigten Königreich gehörten sie dann auf Grund der Leistungen bei der WM, 17 Siegen in Folge vor dem olympischen Turnier, darunter der erste Gewinn des Zypern-Cups sowie ein 2:0-Sieg gegen Weltmeister Japan sechs Tage vor dem ersten Gruppenspiel zu den Geheimfavoritinnen. Schon im ersten Spiel trafen sie aber auf Titelverteidiger und Turnierfavorit USA, führten dennoch nach 14 Minuten durch Tore von Gaëtane Thiney und Marie-Laure Delie mit 2:0. Bereits fünf Minuten später gelang den US-Girls aber der Anschlusstreffer und in der 33. Minute der Ausgleich. In der zweiten Halbzeit konnten die US-Amerikanerinnen dann das Spiel endgültig drehen und mit 4:2 gewinnen. Im zweiten Spiel trafen sie auf Nordkorea, die jüngste Mannschaft, die je an einem olympischen Fußballturnier teilgenommen hatte, und konnten dank fünf verschiedener Torschützinnen mit 5:0 gewinnen, wobei Élodie Thomis mit dem 2:0 das 250. olympische Tor der Frauen erzielte. Für Nordkorea ist dies bis heute die höchste Niederlage ihrer Frauen. Im letzten Gruppenspiel gegen Kolumbien, das ebenfalls zum ersten Mal dabei war, sicherte dann Élodie Thomis mit ihrem zweiten Turniertor bereits in der fünften Minute den 1:0-Sieg und damit den Einzug in die K.-o.-Runde. Im Viertelfinale gelang Frankreich dann die Revanche für die Niederlage im Spiel um Platz 3 bei der WM 2011 gegen Schweden, wobei alle Tore von Abwehrspielerinnen erzielt wurden. Dabei gingen die Nordeuropäerinnen durch Nilla Fischer in Führung, aber Laura Georges und Wendie Renard konnten mit ihren zweiten Turniertoren das Spiel noch in der ersten Halbzeit drehen. Die zweite Halbzeit blieb dann torlos, womit die Französinnen im Halbfinale standen, wo sie auf Weltmeister Japan trafen, dem sie mit 1:2 unterlagen. Damit standen sie erneut nur in einem kleinen Finale und verloren auch dieses, nun mit 0:1 gegen Kanada, wobei das Tor erst in der zweiten Minute der Nachspielzeit fiel. Kanada konnte sich damit für die Niederlage im Finale des Zypern-Cup 2012 revanchieren.

### Olympia 2016 in Rio de Janeiro
Nach dem Aus im EM-Viertelfinale 2013, durch die auch nach 198 Länderspielen die Nationalmannschaftskarriere von Rekordnationalspielerin Sandrine Soubeyrand endete, hatte Philippe Bergeroo die Mannschaft übernommen. Ihm gelang es die Mannschaft zur WM 2015 zu führen, bei der sich wieder die drei besten europäischen Mannschaften für das Turnier in Rio de Janeiro qualifizieren sollten. Frankreich qualifizierte sich durch den Einzug ins Viertelfinale zum zweiten Mal für die Olympischen Spiele, verlor im Viertelfinale aber im Elfmeterschießen gegen Deutschland. Gegner in Brasilien waren in der Vorrunde wie 2012 Kolumbien und die USA sowie erstmals bei einem großen Turnier Neuseeland. Mit einem 4:0-Sieg gegen Kolumbien starteten die Französinnen in das Turnier, verloren dann mit 0:1 gegen die USA und erreichten durch ein 3:0 gegen Neuseeland das Viertelfinale. Hier unterlagen sie den Kanadierinnen, die als einzige Mannschaft alle Gruppenspiele gewonnen hatten, mit 0:1.

### Olympia 2020 in Tokio
Frankreich schied bei der WM 2019 im Viertelfinale gegen Titelverteidiger USA aus. Da sich die britischen Verbände zuvor darauf geeinigt hatten eine gemeinsame Mannschaft nach Tokio zu schicken, sofern England eine der drei besten Mannschaften bei der WM würde, was dann geschah und zwei weitere europäische Mannschaften ins WM-Halbfinale einzogen, verpasste Frankreich die Qualifikation.

### Olympia 2024 in Paris
Für das Turnier 2024 sind die Französinnen als Gastgeberinnen automatisch qualifiziert, wären aber auch sportlich qualifiziert gewesen, da sie bei der erstmals als Qualifikation dienenden UEFA Women’s Nations League den zweiten Platz belegt hatten. Bei der Gruppenauslosung für das Turnier in Frankreich waren sie zusammen mit Weltmeister Spanien und Rekordolympiasieger USA in Topf 1 und als Gruppenkopf der Gruppe A gesetzt. Zugelost wurden Titelverteidiger Kanada, Kolumbien und Neuseeland. Nach einem 3:2-Auftaktsieg gegen Kolumbien, verloren sie nach 1:0-Führung durch ein Tor in der Schlussminute mit 1:2 gegen Kanada und gewannen anschließend mit 2:1 gegen Neuseeland. Da den Kanadierinnen, die alle ihre Gruppenspiele gewannen, wegen der Drohnenaffäre sechs Punkte abgezogen wurden, wurden die Französinnen Gruppensieger und trafen im Viertelfinale auf Rekordsüdamerikameister Brasilien, der sich als zweitbester Gruppendritter für die K.-o.-Runde qualifizierte. Gegen die Südamerikanerinnen gewannen sie in der Vorrunde der letzten WM mit 2:1, verloren aber diesmal mit 0:1 und damit erstmals gegen die Brasilianerinnen.

## Statistiken

### Bilanz gegen die Olympiasieger bei Olympischen Spielen
- Kanada: 3 Spiele – 3 Niederlagen – 1:4 Tore
- USA: 2 Spiele – 2 Niederlagen – 2:5 Tore
- Deutschland: 0 Spiele
- Norwegen: 0 Spiele

## Spiele
Frankreich bestritt bisher 14 Spiele bei den Olympischen Spielen, von denen je sieben gewonnen und verloren wurden. Kein Spiel ging in die Verlängerung.
Die Französinnen spielten bisher nicht gegen den Gastgeber, aber dreimal gegen den Titelverteidiger, der einmal den Titel verteidigen konnte. Nur gegen Kanada und Kolumbien gab es drei Spiele. Gegen Rekordolympiasieger USA wurde bisher zweimal gespielt. Frankreich spielte bisher gegen Mannschaften aus allen Konföderationen (Asien, Europa, Nord-/Mittel- sowie Südamerika und Ozeanien) und dabei gegen die Kontinentalmeister aus Nord- und Südamerika sowie Ozeanien. Zudem traf Frankreich zweimal auf den amtierenden Weltmeister.
Die meisten Spiele bestritt Wendie Renard, die in den 13 Spielen zum Einsatz kam. Beste Torschützinnen sind Marie-Antoinette Katoto mit fünf und Eugénie Le Sommer mit drei Toren. Zwei Tore konnten Marie-Laure Delie, Laura Georges, Louisa Nécib, Wendie Renard und Élodie Thomis erzielen.
| Nr. | Datum         | Ergebnis | Gegner      | A/H/* | Austragungsort       | Anlass          | Bemerkung |
| --- | ------------- | -------- | ----------- | ----- | -------------------- | --------------- | --- |
| 1   | 25. Juli 2012 | 2:4      | USA (TV)    | *     | Glasgow (GBR)        | Vorrunde        | Mit der Niederlage endete die längste Serie von Spielen ohne Niederlage und die längste Siegesserie (17 Siege in Folge) |
| 2   | 28. Juli 2012 | 5:0      | Nordkorea   | *     | Glasgow (GBR)        | Vorrunde        | Erstes Spiel gegen Nordkorea Höchste Niederlage Nordkoreas 100. Länderspiel von Camille Abily                           |
| 3   | 31. Juli 2012 | 1:0      | Kolumbien   | *     | Newcastle (GBR)      | Vorrunde        | Erstes Spiel gegen Kolumbien                                                                                            |
| 4   | 3. Aug. 2012  | 2:1      | Schweden    | *     | Glasgow (GBR)        | Viertelfinale   | |
| 5   | 6. Aug. 2012  | 1:2      | Japan*      | *     | London (GBR)         | Halbfinale      | |
| 6   | 9. Aug. 2012  | 0:1      | Kanada      | *     | Coventry (GBR)       | Spiel um Bronze | |
| 7   | 3. Aug. 2016  | 4:0      | Kolumbien   | *     | Belo Horizonte (BRA) | Vorrunde        | |
| 8   | 6. Aug. 2016  | 0:1      | USA* (TV)   | *     | Belo Horizonte (BRA) | Vorrunde        | |
| 9   | 9. Aug. 2016  | 3:0      | Neuseeland  | *     | Salvador(BRA)        | Vorrunde        | |
| 10  | 12. Aug. 2016 | 0:1      | Kanada      | *     | São Paulo (BRA)      | Viertelfinale   | |
| 11  | 25. Juli 2024 | 3:2      | Kolumbien   | H     | Lyon                 | Vorrunde        | |
| 12  | 28. Juli 2024 | 1:2      | Kanada (TV) | H     | Saint-Étienne        | Vorrunde        | |
| 13  | 31. Juli 2024 | 2:1      | Neuseeland  | H     | Lyon                 | Vorrunde        | |
| 14  | 3. Aug. 2024  | 0:1      | Brasilien   | H     | Nantes               | Viertelfinale   | |

Anmerkung: Die fett gesetzten Mannschaften waren zum Zeitpunkt des Spiels Kontinentalmeister, die mit „*“ markierten Mannschaften waren Weltmeister.

## Rekorde
- Jubiläumstor: 250. olympisches Tor der Frauen durch Élodie Thomis – das 2:0 beim 5:0 gegen Nordkorea am 28. Juli 2012

Die Niederlage gegen Brasilien ist die höchste, da erste gegen diese Mannschaft. Der Sieg gegen Nordkorea und der zweite Sieg gegen Kolumbien sind die höchsten gegen die Nordkoreanerinnen bzw. Kolumbianierinnen.